# Torso (digte)
Torso er titlen på en digtsamling af Halfdan Rasmussen udgivet i 1957. Digtene i digtsamlingen er skrevet under forfatterens ophold i Grækenland. Digtsamlingen indbragte i 1958 forfatteren De Gyldne Laurbær.
Digtene beskriver den rejsendes indtryk fra Grækenland under landets militærstyre. 
| Bog | Spire Denne artikel om bøger og tidsskrifter er en spire som bør udbygges. Du er velkommen til at hjælpe Wikipedia ved at udvide den. |